# Laurent Croci
Ne pas confondre avec le footballeur Laurent Croce.
Laurent Croci est un footballeur puis entraîneur français, né le 8 décembre 1964 à Montbéliard (Doubs). Il est formé au FC Sochaux-Montbéliard.

## Biographie
Joueur très apprécié pour sa polyvalence, pouvant jouer aussi bien défenseur latéral que milieu défensif, il fait partie de la génération dorée de Sochaux, avec Stéphane Paille, Franck Sauzée, Franck Silvestre, Gilles Rousset ou encore Jean-Christophe Thomas. Après être parti de Sochaux, il va à Bordeaux où il sera finaliste de la coupe UEFA contre le grand Bayern Munich après avoir éliminé le Milan AC.
En juin 2006, il devient l'entraîneur de Croix de Savoie (Haute-Savoie), tout juste relégué en CFA. Il succède ainsi à Pascal Dupraz à la tête de cette équipe, et rejoint Raphaël Camacho, le capitaine, qu'il a notamment côtoyé à Bordeaux.
Terminant la saison 2007-2008 en tête de son groupe de CFA, les Croix de Savoie de Laurent Croci sont promues en championnat National pour 2008-2009. Il retrouve un championnat qu'il a connu en tant qu'entraineur avec ESSG. Il devient entraîneur du FC Mulhouse pour la saison 2010-2011. Il quitte le club et le football en fin de saison 2013 pour devenir hôtelier à Bordeaux.

## Carrière de joueur
- 1982-1992 : FC Sochaux, 254 matchs et 9 buts en division 1
- 1992-1994 : Girondins de Bordeaux, 78 matchs et 4 buts en division 1
- 1994-1995 : FC Sochaux, 11 matchs et 1 but en division 1
- 1995-1997 : Girondins de Bordeaux, 37 matchs en division 1

## Palmarès
- Vainqueur de la coupe Gambardella en 1983 avec le FC Sochaux
- Finaliste de la Coupe de France en 1988 avec le FC Sochaux
- Vice-Champion de France de Division 2 avec le FC Sochaux
- Finaliste de la Coupe de l'UEFA en 1996 avec les Girondins de Bordeaux

## Sélections
- International B à 2 reprises et Espoirs à 4 reprises

## Carrière d'entraîneur
- Blanquefort (DH, entraîneur-joueur)
- US Créteil-Lusitanos (L2)[2],[3]
- FC Saint-Médard-en-Jalles (CFA2)
- Stade Poitevin FC (CFA)
- Entente Sannois Saint-Gratien (Nat.)
- Croix de Savoie (CFA)
- FC Mulhouse (CFA - saison 2010/2011)